# Mesochernes
Genre
Mesochernes est un genre de pseudoscorpions de la famille des Chernetidae.

## Distribution
Les espèces de ce genre se rencontrent en Amérique du Sud et en Amérique centrale.

## Liste des espèces
Selon Pseudoscorpions of the World (version 3.0) :
- Mesochernes australis Mello-Leitão, 1939
- Mesochernes costaricensis Beier, 1932
- Mesochernes elegans (Balzan, 1892)
- Mesochernes gracilis Beier, 1932
- Mesochernes venezuelanus (Balzan, 1892)

## Publication originale
- Beier, 1932 : Zur Kenntnis der Lamprochernetinae (Pseudoscorp.). Zoologischer Anzeiger, vol. 97, p. 258-267.